# Uhřice (district de Blansko)
Pour les articles homonymes, voir Uhřice.
Uhřice (en allemand : Ungerndorf) est une commune du district de Blansko, dans la région de Moravie-du-Sud, en République tchèque. Sa population s'élevait à 307 habitants en 2020.

## Géographie
Uhřice se trouve à 5 km au sud-est du centre de Velké Opatovice, à 27 km au nord-nord-est de Blansko, à 46 km au nord-nord-est de Brno et à 174 km à l'est-sud-est de Prague.
La commune est limitée par Jaroměřice au nord, par Úsobrno à l'est, par Horní Štěpánov et Cetkovice au sud, et par Velké Opatovice à l'ouest.

## Histoire
La première mention écrite du village date de 1078.